# Lei do Efeito
A Lei do Efeito, formulada por Edward L. Thorndike, é um postulado que se refere às teorias da aprendizagem. Nela é dito que comportamentos que são seguidos de consequências prazerosas são fortalecidos, enquanto que comportamentos que são seguidos de consequências desagradáveis são enfraquecidos. Em outras palavras, a aprendizagem de um comportamento, sua “força”, estaria relacionado ao seu efeito, ou consequência.
Edward L. Thorndike foi um psicólogo experimental muito influente de sua época. A Lei do Efeito surgiu de uma série de experimentos por ele executados. Um de seus experimentos mais icônicos refere-se ao momento em que colocou gatos famintos em caixas de madeira e os alimentava quando eles conseguiam sair das caixas. Assim, Thorndike percebeu que os gatos demoravam menos tempo para conseguir escapar das caixas à medida em que conseguiam escapar e eram alimentados. Dessa maneira, concluiu que a aprendizagem do comportamento de “sair da caixa” poderia estar associado ao seu efeito, ou consequência, de “ser alimentado”. Enquanto isso, outros comportamentos, como “arranhar a caixa”, trariam efeitos desagradáveis, o que os enfraqueceriam, excluindo-os dos repertórios dos animais. Dessa maneira, depois de várias tentativas, os gatos passavam a escapar da caixa logo depois de serem colocados.
Thorndike compreendia esse processo no que ele chamava de aprendizagem por tentativa–e–erro. Suas descobertas e inovações experimentais foram muito importantes para a área da psicologia, no geral, e principalmente para as vertentes denominadas Behavioristas. Vale ressaltar que esse paradigma explicativo proposto por Thorndike é essencialmente diferente do paradigma proposto por Burrhus Frederic Skinner, no que se refere aos comportamentos operantes, embora Skinner incorpore as ideais de Thorndike em sua teoria.
Em resumo, a Lei do Efeito é um postulado referente às teorias da aprendizagem, proposta por Edward L. Thorndike, que diz que ações, ou comportamentos, podem ser fortalecidos ou enfraquecidos em função de seus efeitos.